# Bill Vukovich III
 (avril 2012).
Si vous disposez d'ouvrages ou d'articles de référence ou si vous connaissez des sites web de qualité traitant du thème abordé ici, merci de compléter l'article en donnant les références utiles à sa vérifiabilité et en les liant à la section « Notes et références ».
Pour les articles homonymes, voir Vukovich.
William John Vukovich III, né le 31 août 1963 à Fresno (Californie, États-Unis), et mort le 25 novembre 1990 à Bakersfied  (Californie, États-Unis), plus connu sous le nom de Billy Vukovich III ou Bill Vukovich III, était un pilote de course automobile américain. Petit fils du double vainqueur des 500 miles d'Indianapolis, Bill Vukovich, il sera déclaré "Rookie of the Year" des fameux 500 miles d'Indianapolis en 1988. Il meurt lors d'une course automobile à la suite d'un accident sur le circuit du Mesa Marin Raceway à Bakersfield, Californie, États-Unis, en 1990. Il a fait ses débuts avec l'équipe du John Runjavac racing team.

## Famille
Bill Vukovich troisième du nom est le fils de Bill Vukovich II et le petit-fils de Bill Vukovich, également mort dans un accident de course.